# Teófilo Fernandes dos Santos
Teófilo Fernandes dos Santos foi um político brasileiro.
Foi presidente das províncias de Sergipe, de 10 de março de 1879 a 28 de julho de 1880, e do Piauí, de 23 de julho a 10 de outubro de 1889.